# Richard Norman Shaw
Richard Norman Shaw (7 de Maio de 1831 – 17 de Novembro de 1912), foi um arquitecto britânico que trabalhou entre 1870 e 1900 na projecção de edifícios estatais, comerciais e privados um pouco por toda a Grã-Bretanha.

## História
Shaw nasceu em Edimburgo e começou a sua carreira sendo protegido de William Burn. Enquanto esteve em Londres frequentou a Academia Real Inglesa e nestes anos de estudo conheceu William Eden Nesfield, com o qual teve uma breve parceria. De 1854 a 1856 viajou por diversos lugares graças à Academia Real Inglesa, tempo no qual desenvolveu vários esboços arquitectónicos.
Em 1863, após 16 anos de estudo, começou a trabalhar para vários artistas, entre eles John Callcott Horsley e George Henry Boughton, e para o empresário industrial Lord Armstrong.
Desenhou grandes casas e vários edifícios comerciais, cada um deles com o um estilo próprio.
Em 1877 Shaw ingressou nas fileiras da Academia Real Inglesa, e juntamente com Sir Thomas Jackson co-editou a colecção de ensaios de 1892 "Arquitectura, uma profissão ou uma arte?". 
Richard Shaw acreditava veemente que era uma arte. Anos mais tarde, Shaw começou a trabalhar com o estilo clássico mais pesado que caracterizava o estilo clássico eduardiano da início do século XX. 
Shaw morreu em Londres, cidade onde desenhou inúmeros edifícios em áreas como Pont Street, e edifícios públicos, sendo um dos mais famosos o New Scotland Yard.